# 北京交通大学计算机与信息技术学院
北京交通大学计算机与信息技术学院，简称计科，是北京交通大学下属二级学院。成立于2000年3月，其前身是成立于1977年的电子工程系和1978年的信息科学研究所等单位
。

## 下设机构
下设以下教科研单位：
- 计算机科学系
- 计算机工程系
- 信息科学研究所
- 生物医学工程系
- 网络管理研究中心
- 计算机基础教学基地
- 先进计算研究所